# فرودگاه لوزان
فرودگاه لوزان (به انگلیسی: Lausanne Airport) یک فرودگاه با کد یاتا QLS است که یک باند فرود آسفالت دارد و طول باند آن ۷۷۵ متر است. این فرودگاه در شهر لوزان کشور سوئیس قرار دارد و در ارتفاع ۶۲۲ متری از سطح دریا واقع شده است.